# Distrito de Nkhotakota
El distrito de Nkhotakota es uno de los veintisiete distritos de Malaui y uno de los nueve de la región Central. Cubre un área de 4.259 km² y alberga una población de 393 077 personas. La capital es Nkhotakota.
- Datos: Q687248